# 蒭藁增二
蒭藁增二（ο Cet / 鯨魚座ο）是一顆紅巨星，位於鯨魚座，距離地球約418光年，英文名Mira，音譯為米拉。
蒭藁增二是一對聯星，主星蒭藁增二A是紅巨星，伴星蒭藁增二B是白矮星。蒭藁增二A本身是一顆振盪的變星，可能是除了大陵五之外，第一顆被發現的非超新星變星。而除了怪異的船底座η之外，蒭藁增二是天空中最明亮的週期變星，但在週期內部分的時間會成為肉眼看不見的10等星。他的距離並不是很正確的，在希巴谷衛星探測之前被認為是約220光年，（1）之後的資料認為是417光年，但是誤差可能高達14%。

## 發現
伴星是在1995年由哈伯太空望遠鏡拍攝的影像中解析出來的，在1997年推導出伴星與主星相距70AU。哈伯的紫外線影像和後來錢卓望遠鏡的X射線影像顯示有一道螺旋的氣流離開蒭藁增二A朝向蒭藁增二B而去。伴星圍繞米拉的軌道週期約為400年。
蒭藁增二是長周期的米拉變星的樣本恆星，他和其他已知道的6,000多顆都是紅巨星，這類以表面的振盪造成光度增加與減少的變星，週期範圍從80天至超過1,000天。在蒭藁增二個別的情況中，平均光度為可以被注意到的3.5等星。在每一個週期的變化中，當光度增加時可以亮達2.0等，降低時則降至4.9等，光度變化的範圍達到15倍，而在歷史上的紀錄則是這個數值的三倍甚至還要更高。歷史上曾記錄到的最低光度在8.6到10.1等之間，在星等上差了四等級，整個擺動範圍的絕對最大和絕對最小值的差距達到1,700倍。有趣的是，雖然蒭藁增二輻射出的能量多數都在紅外線，但在這個波段的光度變化只有兩個星等，（2）光度曲線的變化大約是以100天的時間增加，然後以兩倍長的時間下降，在BAV可以看見最近的光度曲線。

## 歷史
蒭藁增二是天文學家大卫·法布里奇乌斯在1596年8月3日開始一系列的觀測之後被發現的（至少也是第一次被注意到）。在觀測水星（稍後被證實是木星）的時候，他因為需要一顆參考星來做位置的比較，挑選了一顆鄰近而先前未曾注意到的3等星。到了8月21日，這顆參考星的光度增加了一個星等，到了10月卻暗至看不見。法布里奇乌斯假設它是一顆新星—有趣的是—在1609年的2月16日又看見了這顆星。
終於，約翰·霍爾瓦達在1638年測量出這顆恆星的變光週期大約是11個月；約翰·赫維留也在同時段觀測，並因為在天空中沒有任何一顆已知的恆星有像他一樣的行為，所以在1662年的《Historiola Mirae Stellae》中將之命名為"米拉"（意思是奇妙的星）。然後Ismail Bouillaud認定他的週期是333天，比現在所用的332天只多了一天（這是可以寬恕的，因為蒭藁增二的週期是可能隨著時間而有少許改變的）。
這是值得深思的，為何在法布里奇乌斯之前沒有人發現蒭藁增二。可是，大陵五的歷史（在1667年確認是變星，但在傳說和追溯古代的文物，他已經被懷疑上千年了），則建議可能也早就知道了。卡爾（Karl Manitius），依巴谷著作《阿拉托斯的評論》的譯者，指出在紀元前二世紀的一些文件中就有關於蒭藁增二的線索，但在望遠鏡發明以前的西方世界其他的著作中-- 托勒密, 阿-蘇菲, 烏魯伯格，和第谷·布拉赫 --都沒有提到，而認為是顆規則的恆星。在中國和韓國的檔案中，分別於1596年、1070年和與依巴谷同時代的西元前134年都有記載，但是中國的記載不夠精確，只紀錄了出現的星官（中國的星座），因而難以確認。

## 圖片

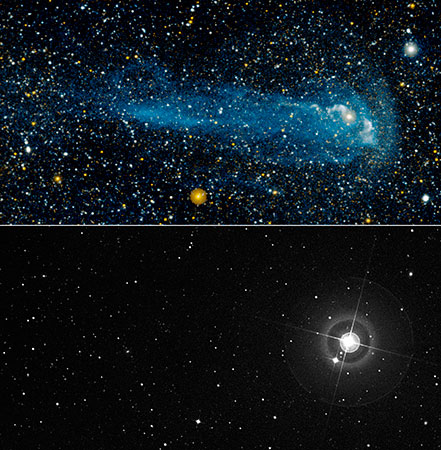
蒭藁增二的紫外波段和可見光波段
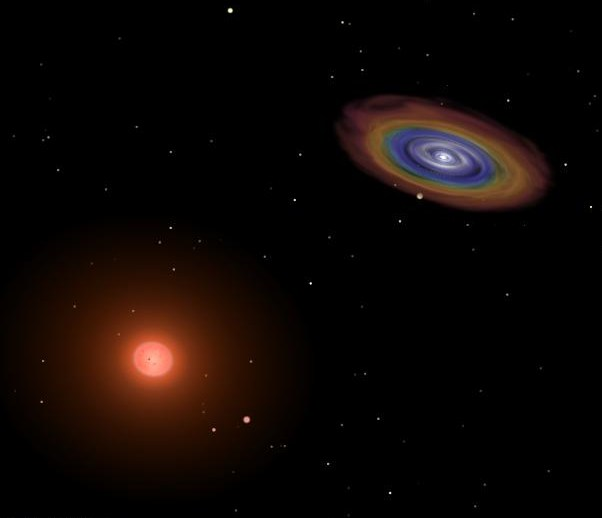
蒭藁增二 A&B.
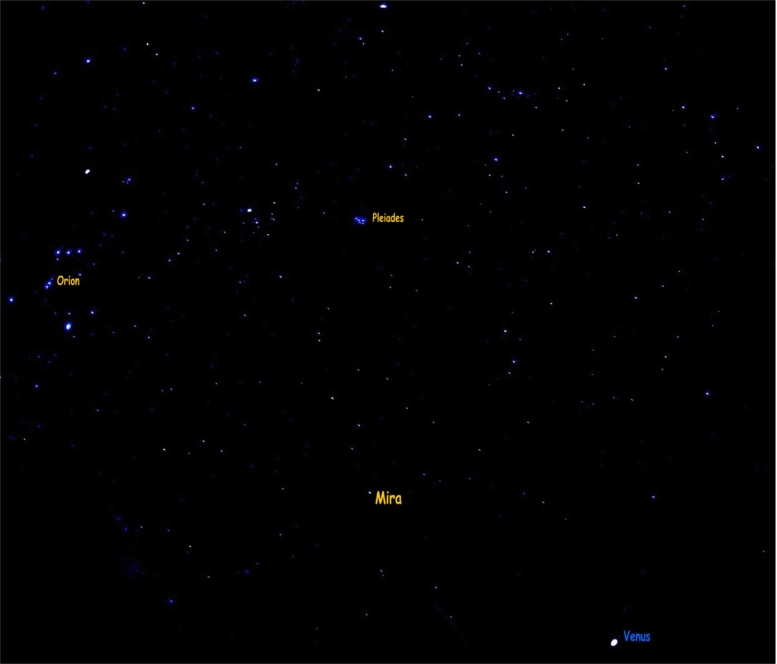
在地球上看蒭藁增二的位置，左邊是獵戶座，右邊是金星，上方是昴星團。

## 外部連結
- . The Encyclopedia of Astrobiology, Astronomy, and Spaceflight.   [2006-06-22]. （原始内容存档于2016-03-04） （英语）.
- . Alcyone Ephemeris.   [2006-08-25]. （原始内容存档于2016-03-03）.
- . Astronomy Picture of Day.   [2006-11-17]. （原始内容存档于2006-10-04）.